# Kings of Bachata: Sold Out at Madison Square Garden
Kings of Bachata: Sold Out at Madison Square Garden es título del el tercer álbum en directo grabado por el grupo de bachata Aventura.
El concierto se agotó y tuvo lugar el sábado 1 de septiembre de 2007 en el Madison Square Garden. Un DVD del concierto se lanzó el martes 13 de noviembre del mismo año.

## Canciones

### Disco 1
| #  | Título                                             | Duración |
| -- | -------------------------------------------------- | -------- |
| 1  | "Intro" (feat. Gerry Grimaud Jr.)                  | 1:51     |
| 2  | "Los Infieles"                                     | 4:28     |
| 3  | "Angelito"                                         | 4:33     |
| 4  | "Hermanita"                                        | 4:35     |
| 5  | "Enséñame a Olvidar"                               | 6:54     |
| 6  | "Medley: Amor De Madre/ Mi Niña Cambió/ Un Chichi" | 10:41    |
| 7  | "La Película"                                      | 4:42     |
| 8  | "Llorar"                                           | 3:59     |
| 9  | "9:15"                                             | 1:42     |
| 10 | "Voy Mal Acostumbrado"                             | 3:09     |
| 11 | "Me Voy" (feat. Hector Acosta)                     | 4:25     |
| 12 | "Ella y Yo" (feat. Don Omar)                       | 4:30     |

### Disco 2
| #  | Título                                                                           | Duración |
| -- | -------------------------------------------------------------------------------- | -------- |
| 13 | "José"                                                                           | 4:33     |
| 14 | "Todavía Me Amas"                                                                | 4:45     |
| 15 | "El Perdedor"                                                                    | 4:00     |
| 16 | "Noche de Sexo" (feat. Wisin & Yandel)                                           | 3:13     |
| 17 | "Medley Old School: Alexandra/ No lo Perdona Dios/ La Novelita/ Cuando Volverás" | 8:22     |
| 18 | "La Boda"                                                                        | 6:00     |
| 19 | "Mujeriego"                                                                      | 2:14     |
| 20 | "Ciego de Amor" (feat. Anthony Santos)                                           | 2:12     |
| 21 | "Un Beso"                                                                        | 5:17     |
| 22 | "Mi Corazoncito"                                                                 | 4:20     |

### DVD
| #  | Título                                                                           |
| -- | -------------------------------------------------------------------------------- |
| 1  | "Intro" (feat. Gerry Grimaud Jr.)                                                |
| 2  | "Los Infieles"                                                                   |
| 3  | "Angelito"                                                                       |
| 4  | "Hermanita"                                                                      |
| 5  | "Enséñame a Olvidar"                                                             |
| 6  | "Medley: Amor De Madre/ Mi Niña Cambió/ Un Chichi"                               |
| 7  | "La Película"                                                                    |
| 8  | "Llorar"                                                                         |
| 9  | "9:15"                                                                           |
| 10 | "Voy Mal Acostumbrado"                                                           |
| 11 | "Me Voy" (feat. Hector Acosta)                                                   |
| 12 | "Ella y Yo" (feat. Don Omar)                                                     |
| 13 | "José"                                                                           |
| 14 | "Todavía Me Amas"                                                                |
| 15 | "El Perdedor"                                                                    |
| 16 | "Te Invito (Acapella)"                                                           |
| 17 | "Noche de Sexo" (feat. Wisin & Yandel)                                           |
| 18 | "Medley Old School: Alexandra/ No lo Perdona Dios/ La Novelita/ Cuando Volverás" |
| 19 | "La Boda"                                                                        |
| 20 | "Mujeriego"                                                                      |
| 21 | "Ciego de Amor" (feat. Anthony Santos)                                           |
| 22 | "Un Beso"                                                                        |
| 23 | "Mi Corazoncito"                                                                 |

## Posicionamiento en las listas
| Listas (2007/2009)                     | Máxima posición |
| -------------------------------------- | --------------- |
| U.S. Billboard 200                     | 97              |
| U.S. Billboard Top Current Album Sales | 97              |
| U.S. Billboard Top Latin Albums        | 3               |
| U.S. Billboard Tropical Albums         | 1               |

### Sucesión y posicionamiento
| Predecesor: Bachata #1's de Varios artistas                                     | U.S. Billboard Tropical Albums — Álbum N°. 1 (Primera vuelta) 1 de diciembre de 2007 - 27 de junio de 2008     | Sucesor: Soy de Víctor Manuelle                                    |
| Predecesor: Soy de Víctor Manuelle                                              | U.S. Billboard Tropical Albums — Álbum N°. 1 (Segunda vuelta) 12 de julio de 2008 - 29 de agosto de 2008       | Sucesor: Bachata #1's vol. 2 de Varios artistas                    |
| Predecesor: Bachata #1's vol. 2 de Varios artistas                              | U.S. Billboard Tropical Albums — Álbum N°. 1 (Tercera vuelta) 27 de septiembre de 2008 - 24 de octubre de 2008 | Sucesor: La historia de un sonero de Víctor Manuelle               |
| Predecesor: Buena Vista Social Club at Carnegie Hall de Buena Vista Social Club | U.S. Billboard Tropical Albums — Álbum N°. 1 (Cuarta vuelta) 15 de noviembre de 2008 - 12 de diciembre de 2008 | Sucesor: Chapter dos de Xtreme                                     |
| Predecesor: Una navidad con Gilberto de Gilberto Santa Rosa                     | U.S. Billboard Tropical Albums — Álbum N°. 1 (Quinta vuelta) 10 de enero de 2009 - 13 de febrero de 2009       | Sucesor: A man and hits songs: Alma de poerta de Tite Curet Alonso |
| Predecesor: A man and hits songs: Alma de poerta de Tite Curet Alonso           | U.S. Billboard Tropical Albums — Álbum N°. 1 (Sexta vuelta) 21 de febrero de 2009 - 29 de mayo de 2009         | Sucesor: El caballero de la salsa de Gilberto Santa Rosa           |